# جنو إم4
جنو إم4 (GNU m4) هو إصدار جنو من معالجات إم 4 الصغيرة. صممت لتجنب محدوديات الكثرة الموجودة في إم4 التقليدية:الحدود مثل تحديد طول الخط، تحديد حجم المايكرو، تحديد عدد المايكرو، الخ. بإزالة هذة القيود أحد الأهداف المعلنة لمشروع جنو.
حزمة الـ Autoconf لجنو نشرت أستخدام جنو إم4.
تمتلك جنو إم4 من قبل غاري فوغان واريك بليك.

## وصلات خارجية
- جنو إم4 على موقع Open Hub (الإنجليزية)
- جنو إم4 على موقع Free Software Directory (الإنجليزية)
- الصفحة الرئيسية لجنو إم4